# Needcompany

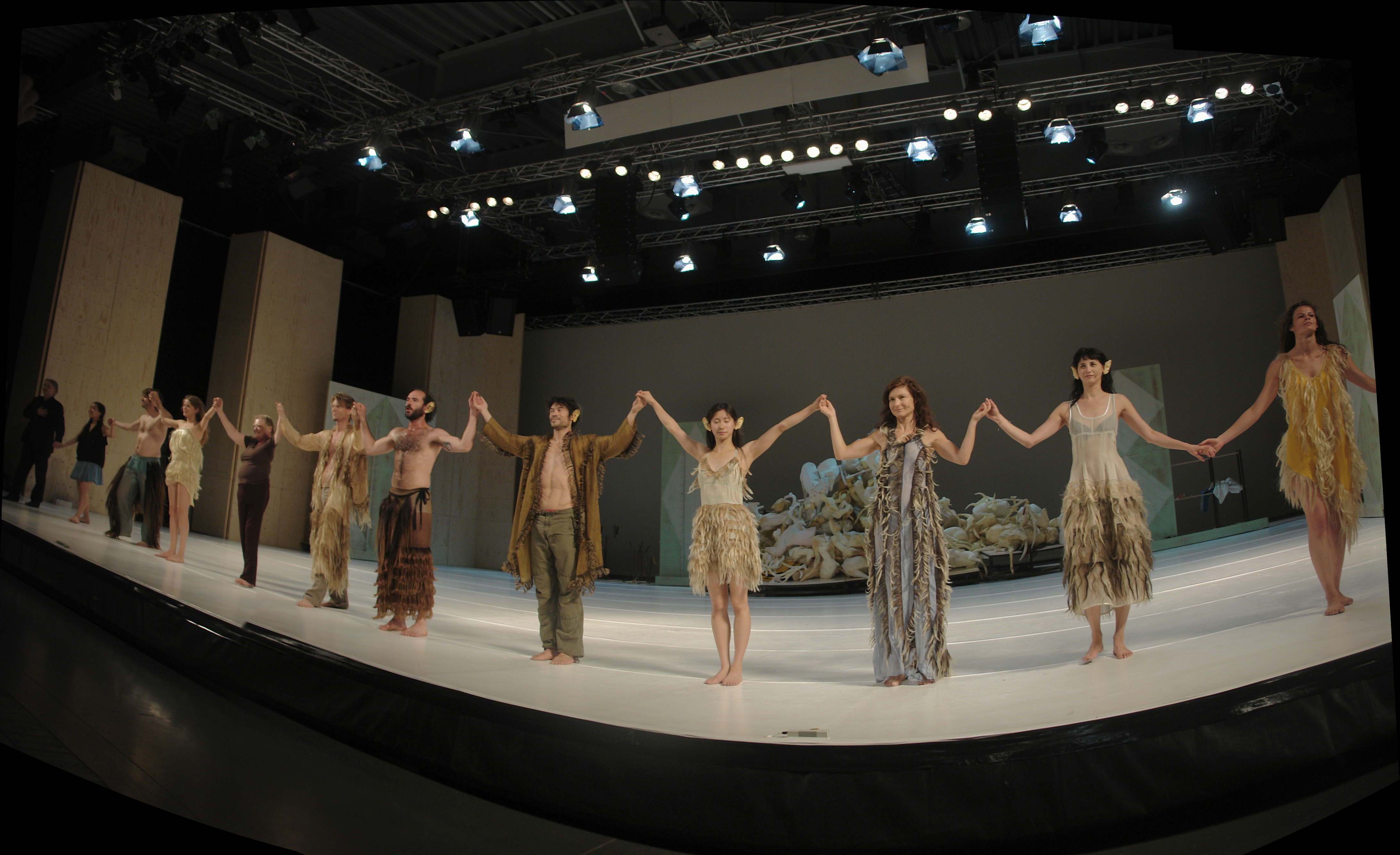
Needcompany po ich spektaklu w Poznaniu, 2010-06-29

Needcompany - to międzynarodowy, wielojęzyczny i interdyscyplinarny teatralny kolektyw artystyczny założony w 1986 roku w Brukseli przez Jana Lauwersa, flamandzkiego reżysera i artystę wizualnego, który do dziś jest jego dyrektorem artystycznym. Jan Lauwers i Needcompany wspólnie stworzyli wiele przedstawień teatralnych, wyprodukowali szereg instalacji video oraz jeden pełnometrażowy film pt. Goldfish Game. Needcompany zaliczany jest do grona najważniejszych zespołów teatralnych w Europie. Z teatrem od początku istnienia związana jest Grace Ellen Barkey, która od 1992 roku tworzy pod jego szyldem własne produkcje na styku teatru, tańca i performance, jej najnowsza produkcja Mush-room z muzyką skomponowaną przez legendarny awangardowy zespół The Residents będzie miała swoją polską premierę podczas Malta Festival Poznań 2013.
Ich spektakle mówią o wojnie, przemocy, lęku, niepokojach naszego czasu, mimo że forma, jaką nadają swoim historiom, jest pełna życia, optymizmu i kolorów. Czerpiąc z różnorodności tradycji europejskiej, tworzą nowy język, którym mówią: człowiek potrzebuje drugiego człowieka bardziej niż czegokolwiek na świecie.
21 i 22 kwietnia 2009 Needcompany po raz pierwszy wystąpiło w Polsce, na Krakowskich Reminiscencjach Teatralnych, a 27 i 29 czerwca 2010 podczas Malta Festival w Poznaniu Needcompany zaprezentowało trylogię Sad Face/Happy Face.
W 2012 roku na Planete+ Doc Film Festival miał premierę film dokumentalny Any Brzezińskiej o zespole Needcompany pt. I Want (No) Reality, gdzie był nominowany do nagrody Doc Art Award. Film będzie miał swoją telewizjną premierę 27 maja 2013 na Canal+.